# Joseph Alfred Micheler
Joseph Alfred Micheler est un général de division français. Il est né le 23 septembre 1861 à Phalsbourg et décédé le 17 mars 1931 à Nice. Il est inhumé au cimetière Saint-Roch de Grenoble dans le caveau de la famille Micheler.

## Famille
Il est le fils de Charles Micheler, militaire de carrière et de Marie Thiéry.
En 1916, il commande le groupement des armées de reserve et aura pour adjoint le général Gamelin. Dans les mémoires de Gamelin: le général Micheler est un proche des hommes politiques, il correspond directement avec le président Poincaré , Messimy et d autres et n hésite pas à critiquer les ordres reçues de ses supérieurs hiérarchiques. À cause de ses intrigues et son absence de droit de reserve, Micheler contribue à accroître les dissensions au sein du Haut commandement.
Infeodé à ses amis politiques, Micheler rapporte régulièrement les failles de la bataille de la Somme au député Abel Ferry, ( ennemi de Joffre ) . Il contribue à la destitution du général Foch et à la chute du généralisme Joffre.
Son frère, le général Frédéric Henry Micheler, mort pour la France le 15 août 1917, ainsi que son petit fils, Olgierd, comte de Bytyn Kurnatowski, né le 19 décembre 1920, mort pour la Pologne et la France le 12 juillet 1944 à l'âge de 24 ans, sont inhumés dans le caveau familial.
Côte S.H.D.: 9 Yd 655.
Arme: Infanterie.
Micheler entre à Saint-Cyr en 1880, 65e promotion dite des Kroumirs.

## Grades
- 23 décembre 1912 : colonel.
- 27 octobre 1914 : général de brigade.
- 25 mars 1916 : général de division à titre temporaire.
- 22 juin 1916 : général de division.

## Postes
- 23 septembre 1913 - 6 janvier 1915 : chef d'état-major du  6e Corps d'Armée.
- 6 janvier - 3 août 1915 : chef d'état-major de la Ire Armée.
- 3 août 1915 - 25 mars 1916 : commandant de la 53e Division d'Infanterie de réserve.
- 25 mars - 4 avril 1916 : commandant du  38e Corps d'Armée.
- 4 avril - 27 décembre 1916 : commandant de la Xe Armée. En 1916, il prend le commandement de la Xe Armée française qui participe à la bataille de la Somme.
- 1er janvier 1917 - 8 mai 1917 : commandant du Groupe d'Armées de Réserve (GAR), il commande les forces qui attaquent le Chemin des Dames en avril 1917.
- 6 mai - 1er juin 1917 : commandant de la Ire Armée.
- 22 mai 1917 - 10 juin 1918 : commandant de la Ve Armée. Il prend le commandement de la Ve Armée le 22 mai 1917 jusqu'au 10 juin 1918. Il est remplacé par le général Buat.
- 10 juin 1918 - 1er mai 1919 : en disponibilité.
- 1er mai 1919 (26 avril 1919) : rayé des contrôles.

## Décorations françaises

### Intitulés des décorations françaises
- Commandeur de la Légion d'honneur[4] : 
  - Chevalier - 10 juillet 1899
  - Officier - 30 décembre 1914
  - Commandeur - 30 septembre 1916
- Croix de guerre 1914-1918, palme de bronze (avec 3 palmes)
- Médaille interalliée de la Victoire
- Médaille commémorative de la guerre 1914-1918

## Décoration étrangère importante
- Officier de l'ordre du Nichan Iftikhar (31 octobre 1899)